# Loddon River
Pour les articles homonymes, voir Loddon.
La rivière Loddon (en anglais : Loddon River) est une rivière d'Australie située dans l'État de Victoria. C'est un affluent du Murray.

## Géographie
D'une longueur de 361 km, elle prend sa source près de Trentham dans les collines au nord de Ballarat. Elle coule vers le nord-ouest, passant à 40 km de Bendigo et traverse les retenues de Cairn Curran et de Laanecoorie avant de continuer vers le nord jusqu'à la ville de Bridgewater On Loddon (en). Elle passe ensuite à Serpentine et au nord de Kerang. Enfin, elle tourne vers le nord-ouest et se jette dans le Murray près de Swan Hill.

## Aménagements
Il y a des barrages à Bridgewater et Kerang pour garder de l'eau dans la traversée des villes, mais autrement la rivière peut être à sec en été. Des travaux sont en cours pour déterminer et mettre en œuvre des adaptations environnementales appropriées à la rivière.
La retenue d'eau en amont du barrage de Bridgewater est utilisée pour les sports nautiques comme le ski nautique. Les deux retenues sont également utilisées pour les bateaux à moteur et la voile.